# 클레멘타인 (민요)
클레멘타인(영어: Oh My Darling, Clementine)은 미국 서부의 민요로 일반적으로 퍼시 몬트로즈가 1884년에 작곡한 것으로 알려져 있다. 하지만, 종종 바커 브래드퍼드를 언급하기도 한다. 또, 1863년 발표된 헨리 S. 톰슨의 Down by the River Liv'd Maiden 가사를 바탕으로 작사된 것으로 보고 있다. 가사는 1848년부터 1855년간 미국 서부 개척 시대에 일어났던 골드러시를 배경으로 이주해 온 광부가 광부의 딸이 오리들을 물로 돌려보내다가 부주의로 익사해 그녀를 잃은 후 그리워한다는 내용이다. 스페인 관련 작품을 쓴 영국인 작가 제럴드 브레넌은 클레멘테인의 원곡은 스페인의 옛 발라드 곡으로 골드러시 때에 멕시코인 광부들 사이에 널리 퍼져고, 이 곡에 여러 영어 가사를 붙여 노래한 것으로 추정하고 있다. 대한민국에 이 곡이 소개된 것은 1919년 무렵이며,음악가 박태원이 한국어로 역사한 것이 오늘에 이어져오고 있다. 소설가 구보 박태원이 아니라 음악가 박태원이 번안한 가사인 것을 구보 박태원의 아들 박재영이 밝혔다고 하며, 현재 초등교과과정에도 실려 있다.

## 노랫말
한국어 역사
넓고 넓은 바닷가에
오막살이 집 한 채
고기 잡는 아버지와
철 모르는 딸 있네
내 사랑아 내 사랑아
나의 사랑 클레멘타인
늙은 아비 혼자 두고
영영 어딜 갔느냐
※ 원곡의 가사는 위키문헌을 참고
- 음악가 박태원